# Guram Kosztava
Guram Kosztava (grúzul: გურამ კოსტავა, oroszul: Гурам Георгиевич Костава, Guram Georgijevics Kosztava) (Tbiliszi, 1937. június 18. – ?, 2024. június 20.) világbajnok, olimpiai bronzérmes szovjet válogatott grúz párbajtőrvívó.